# Михайловское болото
Миха́йловское боло́то — комплексный памятник природы республиканского значения в Удмуртии. Расположен в северо-восточной части Камбарского района, в 3 км к юго-востоку от села Михайловка. Относится к Камбарскому лесничеству Камбарского лесхоза.
Площадь заповедной территории составляет 7 га. На болоте растёт два краснокнижных растения Удмуртской Республики — клюква мелкоплодная и баранец обыкновенный, а также макромицет весёлка обыкновенная.